# 916 (numero)
Novecentosedici (916) è il numero naturale dopo il 915 e prima del 917.

## Proprietà matematiche
- È un numero pari.
- È un numero composto con 6 divisori: 1, 2, 4, 229, 458, 916. Poiché la somma dei suoi divisori (escluso il numero stesso) è 694 < 916, è un numero difettivo.
- È un numero nontotiente (per cui la equazione φ(x) = n non ha soluzione).
- È un numero odioso.
- È un numero congruente.
- È un numero colombiano nel sistema numerico decimale.
- È il ventiseiesimo numero della successione di Mian-Chowla.
- È parte delle terne pitagoriche  (240, 884, 916), (687, 916, 1145), (916, 52437, 52445), (916, 104880, 104884), (916, 209763, 209765).

## Astronomia
- 916 America è un asteroide della fascia principale del sistema solare.
- NGC 916 è una galassia della costellazione dell'Ariete.

## Astronautica
- Cosmos 916 è un satellite artificiale russo.